# 806 (numero)
Ottocentosei (806) è il numero naturale dopo l'805 e prima dell'807.

## Proprietà matematiche
- È un numero pari.
- È un numero composto con 8 divisori:  1, 2, 13, 26, 31, 62, 403, 806. Poiché la somma dei suoi divisori (escluso il numero stesso) è 538 < 806, è un numero difettivo.
- È un numero nontotiente (per cui la equazione φ(x) = n non ha soluzione).
- È un numero sfenico.
- È un numero felice.
- È parte delle terne pitagoriche (310, 744, 806), (792 806, 1130), (806, 5208, 5270), (806, 12480, 12506), (806, 162408, 162410).
- È un numero intero privo di quadrati.
- È un numero odioso.
- È un numero congruente.

## Astronomia
- 806 Gyldénia è un asteroide della fascia principale del sistema solare.
- NGC 806 è una galassia spirale della costellazione della Balena.

## Astronautica
- Cosmos 806 è un satellite artificiale russo.

## Altri ambiti
- La Fiat 806 Spinto Corsa era una vettura da competizione realizzata dalla casa torinese nel 1927,  che rappresentò la prima monoposto da Grand Prix mai costruita. Per la Fiat fu anche l'ultima.
- La Peugeot 806 era una grossa monovolume prodotta tra il 1994 ed il 2002 dalla Casa francese Peugeot.